# Gëzim Hajdari
Gëzim Hajdari (Lushnjë, 25 februari 1957) is een Albanees dichter, essayist, vertaler en verteller, die sinds 1992 als balling in Italië leeft.

## Levensloop
Gëzim Hajdari werd geboren in een familie van (ex-)grootgrondbezitters, wier bezittingen tijdens de communistische dictatuur van Enver Hoxha zijn geconfisqueerd. In zijn geboorteland heeft hij - na de lagere en de middelbare school - het gymnasium en het Hoger Instituut voor Accountancy in Lushnjë doorlopen. Voorts studeerde hij af in de Albanese Letterkunde aan de universiteit A. Xhuvani te Elbasan en in de Moderne Letterkunde aan La Sapienza te Rome.
In de winter van 1991 is Gëzim Hajdari een van de oprichters van de Democratische Partij en van de Republikeinse Partij van Lushnjë - beide oppositiepartijen - en wordt gekozen als provinciesecretaris voor de republikeinen in genoemde stad. In hetzelfde jaar richt hij samen met een vriend het oppositionele weekblad Ora e Fjalës op, waarvan hij adjunct-directeur wordt. Tegelijkertijd schrijft hij voor het nationaal dagblad Republica. Bij de verkiezingen van begin 1992 staat hij als parlementskandidaat op de lijst van de PRA.
Tijdens zijn activiteiten als politicus en als verslaggever van de oppositie stelt hij herhaaldelijk en openlijk de misdrijven, het misbruik en de speculaties van de oude Hoxha-nomenclatuur en van de recente, onder het mom van post-communisme opererende, regimes aan de kaak. Om deze redenen werd hij herhaaldelijk direct bedreigd. Als gevolg daarvan zag hij zich in april 1992 genoodzaakt zijn land te verlaten.
In Albanië werkte hij onder meer als arbeider in de landbouw, als magazijnbediende en boekhouder, was werknemer bij een landontginningsbedrijf, en werkte twee jaar als militair met ex-gedetineerden. Begin jaren 90 gaf hij literatuuronderwijs aan gymnasiasten. In Italië werkte hij als stalknecht, landarbeider, bouwvakker en medewerker in een drukkerij.
Momenteel voorziet hij in zijn levensonderhoud als schrijver/dichter, en als vertaler van het werk van diverse collega-schrijvers. Voorts geeft hij lezingen aan universiteiten in Italië en daarbuiten, kortom, overal waar men zijn werk bestudeert. Hij schrijft in het Albanees en in het Italiaans. Zijn poëzie is in verschillende talen vertaald. Hij ontvangt van overal ter wereld uitnodigingen voor lezingen en voordrachten, echter niet uit Albanië. Daar wordt zijn oeuvre, dat nu eenmaal niet de tirannen en hun partijen bezingt, door de politieke en culturele maffia van Tirana genegeerd.
Gëzim Hajdari is president van het Centro Internazionale Eugenio Montale. Vanwege zijn literaire verdiensten werd hij in zijn woonplaats Frosinone tot ereburger benoemd. Gëzim Hajdari wordt tot de belangrijkste hedendaagse dichters gerekend, en heeft talloze literaire prijzen ontvangen.

## Poëzie

### Gepubliceerd in Albanië
- Antologia e shiut, Naim Frashëri, Tiranë 1990.
- Trup i pranishëm/ Corpo presente, Botimet Dritëro, Tiranë 1999 (tweetalig Albanees/Italiaans).
- Gjëmë: Genocidi i poezise shqipe, Mësonjëtorja, Tiranë 2010.

### Gepubliceerd in Italië, tweetalig Italiaans/Albanees
- Ombra di cane/ Hije qeni, Dismisuratesti 1993.
- Sassi controvento/ Gurë kundërerës. Laboratorio delle Arti 1995.
- Antologia della pioggia/ Antologjia e shiut, Fara 2000.
- Erbamara/ Barihidhur, Fara 2001.
- Stigmate/ Vragë, Besa 2002, 2e editie 2006.
- Spine Nere/ Gjëmba të zinj, Besa 2004, 2e editie 2005.
- Maldiluna/ Dhimbjehëne, Besa 2005, 2e editie 2007.
- Poema dell’esilio/ Poema e mërgimit, Fara 2005, 2e editie 2007.
- Peligòrga/ Peligorga, Besa 2007.
- Poesie scelte 1990–2007, Controluce 2008, 2e editie 2009.
- Poezi të zgjedhura 1990-2007, Albanese editie van Poesie scelte), Besa 2008.
- Corpo presente/ Trup i pranishëm, Besa 2e editie 2011.

### Gepubliceerd in Duitsland
- Mondkrank, Duitse vertaling van Maldiluna, vertaald door en met nawoord van Stefanie Golisch; Verlag: Pop, Ludwigsburg 2008.

## Reisreportages
- San Pedro Cutud. Viaggio nell’inferno del tropico, Fara 2004.
- Muzungu, Diario in nero, Besa 2006.

## Literaire prijzen
- Ekse Tra (Rimini 1996)
- Montale (Rome 1997)
- Fratellanza nel mondo (Potenza 1999)
- Trieste EtniePoesie (Triëst 2000)
- Scritture di Frontiera – Umberto Saba (Triëst 2000)
- Dario Bellezza (Rome 2000)
- Grotteria (Reggio Calabria 2000)
- Ciociaria (Fiuggi 2003)
- Popoli in cammino (Milaan 2005)
- Multietnicità (Rome 2006)
- Piccola Editoria di Qualità (Chiari 2007)
- Vittorio Bodini (Minervino Lecce 2011)